# Sciomesa etchecopari
Sciomesa etchecopari là một loài bướm đêm trong họ Noctuidae.